# Hockey su ghiaccio ai XXIII Giochi olimpici invernali - Torneo maschile
Il torneo maschile di hockey su ghiaccio alle Olimpiadi invernali 2018 si è svolto a Pyeongchang, in Corea del Sud, dal 14 al 25 febbraio 2018.

## Qualificazioni
| Evento                        | Date                           | Luogo           | Partecipanti | Qualificate                                                              |
| ----------------------------- | ------------------------------ | --------------- | ------------ | ------------------------------------------------------------------------ |
| Paese ospitante               | 19 settembre 2014              |                 | 1            | Corea del Sud                                                            |
| Classifica mondiale IIHF 2015 | 2 aprile 2012 – 17 maggio 2015 | Praga e Ostrava | 8            | Finlandia Svezia Canada Russia Stati Uniti Rep. Ceca Svizzera Slovacchia |
| Qualificazione - Gruppo D     | 1–4 settembre 2016             | Minsk           | 1            | Slovenia                                                                 |
| Qualificazione - Gruppo E     | 1–4 settembre 2016             | Riga            | 1            | Germania                                                                 |
| Qualificazione - Gruppo F     | 1–4 settembre 2016             | Oslo            | 1            | Norvegia                                                                 |
| Totale                        |                                |                 | 12           |                                                                          |

## Squadre partecipanti
| Gruppo A                                | Gruppo B                                                     | Gruppo C                           |
| --------------------------------------- | ------------------------------------------------------------ | ---------------------------------- |
| Canada Rep. Ceca Svizzera Corea del Sud | Atleti Olimpici dalla Russia Stati Uniti Slovacchia Slovenia | Svezia Finlandia Norvegia Germania |

## Fase a gironi

### Gruppo A
| Pos. | Nazionale     | Pt | G | V | VOT | POT | P | GF | GS | DR  |
| ---- | ------------- | -- | - | - | --- | --- | - | -- | -- | --- |
| 1.   | Rep. Ceca     | 8  | 3 | 2 | 1   | 0   | 0 | 9  | 4  | +5  |
| 2.   | Canada        | 7  | 3 | 2 | 0   | 1   | 0 | 11 | 4  | +7  |
| 3.   | Svizzera      | 3  | 3 | 1 | 0   | 0   | 2 | 10 | 9  | +1  |
| 4.   | Corea del Sud | 0  | 3 | 0 | 0   | 0   | 3 | 1  | 14 | -13 |

| Gangneung 15 febbraio 2018, ore 21:10 UTC+9 | Rep. Ceca                 | 2 – 1 (2-1; 0-0; 0-0) referto | Corea del Sud | Centro hockey di Gangneung (6.025 spett.)\| Arbitri: \| Mark Lemelin Linus Ohlund \| |
| Arbitri:                                    | Mark Lemelin Linus Ohlund |                               |               |                                                                                      |

| Gangneung 15 febbraio 2018, ore 21:10 UTC+9 | Svizzera                          | 1 – 5 (0-2; 0-2; 1-1) referto | Canada | Centro hockey di Kwandong (2.802 spett.)\| Arbitri: \| Antonin Jerabek Konstantin Olenin \| |
| Arbitri:                                    | Antonin Jerabek Konstantin Olenin |                               |        |                                                                                             |

| Gangneung 17 febbraio 2018, ore 12:10 UTC+9 | Canada                     | 2 – 3 (d.t.s.) (2-1; 0-1; 0-0; 0-0; 0-1) referto | Rep. Ceca | Centro hockey di Gangneung (6.731 spett.)\| Arbitri: \| Roman Gofman Anssi Salonen \| |
| Arbitri:                                    | Roman Gofman Anssi Salonen |                                                  |           |                                                                                       |

| Gangneung 17 febbraio 2018, ore 16:40 UTC+9 | Corea del Sud             | 0 – 8 (0-1; 0-2; 0-5) referto | Svizzera | Centro hockey di Gangneung (6.568 spett.)\| Arbitri: \| Jan Hribik Aleksi Rantala \| |
| Arbitri:                                    | Jan Hribik Aleksi Rantala |                               |          |                                                                                      |

| Gangneung 18 febbraio 2018, ore 16:40 UTC+9 | Rep. Ceca                       | 4 – 1 (1-1; 0-0; 3-0) referto | Svizzera | Centro hockey di Gangneung (6.137 spett.)\| Arbitri: \| Brett Iverson Konstantin Olenin \| |
| Arbitri:                                    | Brett Iverson Konstantin Olenin |                               |          |                                                                                            |

| Gangneung 18 febbraio 2018, ore 21:10 UTC+9 | Canada                      | 4 – 0 (1-0; 1-0; 2-0) referto | Corea del Sud | Centro hockey di Gangneung (6.038 spett.)\| Arbitri: \| Jozef Kubuš Daniel Stricker \| |
| Arbitri:                                    | Jozef Kubuš Daniel Stricker |                               |               |                                                                                        |

### Gruppo B
| Pos. | Nazionale                    | Pt | G | V | VOT | POT | P | GF | GS | DR |
| ---- | ---------------------------- | -- | - | - | --- | --- | - | -- | -- | -- |
| 1.   | Atleti Olimpici dalla Russia | 6  | 3 | 2 | 0   | 0   | 1 | 14 | 5  | +9 |
| 2.   | Slovenia                     | 4  | 3 | 0 | 2   | 0   | 1 | 8  | 12 | -4 |
| 3.   | Stati Uniti                  | 4  | 3 | 1 | 0   | 1   | 1 | 4  | 8  | -4 |
| 4.   | Slovacchia                   | 4  | 3 | 1 | 0   | 1   | 1 | 6  | 7  | -1 |

| Gangneung 14 febbraio 2018, ore 21:10 UTC+9 | Slovacchia                   | 3 – 2 (2-2; 0-0; 1-0) referto | Atleti Olimpici dalla Russia | Centro hockey di Gangneung (4.025 spett.)\| Arbitri: \| Brett Iverson Aleksi Rantala \| |
| Arbitri:                                    | Brett Iverson Aleksi Rantala |                               |                              |                                                                                         |

| Gangneung 14 febbraio 2018, ore 21:10 UTC+9 | Stati Uniti              | 2 – 3 (1-0; 1-0; 0-2; 0-1) referto | Slovenia | Centro hockey di Kwandong (3.348 spett.)\| Arbitri: \| Jan Hribik Anssi Salonen \| |
| Arbitri:                                    | Jan Hribik Anssi Salonen |                                    |          |                                                                                    |

| Gangneung 16 febbraio 2018, ore 12:10 UTC+9 | Stati Uniti                 | 2 – 1 (1-1; 0-0; 1-0) referto | Slovacchia | Centro hockey di Gangneung (5.652 spett.)\| Arbitri: \| Olivier Gouin Tobias Wehrli \| |
| Arbitri:                                    | Olivier Gouin Tobias Wehrli |                               |            |                                                                                        |

| Gangneung 16 febbraio 2018, ore 16:40 UTC+9 | Atleti Olimpici dalla Russia | 8 – 2 (2-0; 4-1; 2-1) referto | Slovenia | Centro hockey di Gangneung (6.018 spett.)\| Arbitri: \| Mark Lemelin Daniel Stricker \| |
| Arbitri:                                    | Mark Lemelin Daniel Stricker |                               |          |                                                                                         |

| Gangneung 17 febbraio 2018, ore 21:10 UTC+9 | Atleti Olimpici dalla Russia | 4 – 0 (1-0; 2-0; 1-0) referto | Stati Uniti | Centro hockey di Gangneung (6.473 spett.)\| Arbitri: \| Jozef Kubus Linus Ohlund \| |
| Arbitri:                                    | Jozef Kubus Linus Ohlund     |                               |             |                                                                                     |

| Gangneung 17 febbraio 2018, ore 21:10 UTC+9 | Slovenia                     | 3 – 2 (0-0; 2-1; 0-1; 0-0; 1-0) referto | Slovacchia | Centro hockey di Kwandong (4.085 spett.)\| Arbitri: \| Antoni Jerabek Timothy Mayer \| |
| Arbitri:                                    | Antoni Jerabek Timothy Mayer |                                         |            |                                                                                        |

### Gruppo C
| Pos. | Nazionale | Pt | G | V | VOT | POT | P | GF | GS | DR |
| ---- | --------- | -- | - | - | --- | --- | - | -- | -- | -- |
| 1.   | Svezia    | 9  | 3 | 3 | 0   | 0   | 0 | 8  | 1  | +7 |
| 2.   | Finlandia | 6  | 3 | 2 | 0   | 0   | 1 | 11 | 6  | +5 |
| 3.   | Germania  | 2  | 3 | 0 | 1   | 0   | 2 | 4  | 7  | -3 |
| 4.   | Norvegia  | 1  | 3 | 0 | 0   | 1   | 2 | 2  | 11 | -9 |

| Gangneung 15 febbraio 2018, ore 12:10 UTC+9 | Finlandia                 | 5 – 2 (2-1; 2-0; 1-1) referto | Germania | Centro hockey di Gangneung (3.695 spett.)\| Arbitri: \| Olivier Gouin Jozef Kubus \| |
| Arbitri:                                    | Olivier Gouin Jozef Kubus |                               |          |                                                                                      |

| Gangneung 15 febbraio 2018, ore 16:40 UTC+9 | Norvegia                   | 0 – 4 (2-0; 0-0; 2-0) referto | Svezia | Centro hockey di Gangneung (3.691 spett.)\| Arbitri: \| Roman Gofman Tobias Wehrli \| |
| Arbitri:                                    | Roman Gofman Tobias Wehrli |                               |        |                                                                                       |

| Gangneung 16 febbraio 2018, ore 21:10 UTC+9 | Finlandia                | 5 – 1 (1-1; 1-0; 3-0) referto | Norvegia | Centro hockey di Gangneung (4.180 spett.)\| Arbitri: \| Jan Hribik Brett Iverson \| |
| Arbitri:                                    | Jan Hribik Brett Iverson |                               |          |                                                                                     |

| Gangneung 16 febbraio 2018, ore 21:10 UTC+9 | Svezia                          | 1 – 0 (1-0; 0-0; 0-0) referto | Germania | Centro hockey di Kwandong (3.077 spett.)\| Arbitri: \| Timothy Mayer Konstantin Olenin \| |
| Arbitri:                                    | Timothy Mayer Konstantin Olenin |                               |          |                                                                                           |

| Gangneung 18 febbraio 2018, ore 12:10 UTC+9 | Germania                   | 2 – 1 (d.t.s.) (0-0; 1-0; 0-1; 0-0) referto | Norvegia | Centro hockey di Gangneung (5.534 spett.)\| Arbitri: \| Mark Lemelin Anssi Salonen \| |
| Arbitri:                                    | Mark Lemelin Anssi Salonen |                                             |          |                                                                                       |

| Gangneung 18 febbraio 2018, ore 21:10 UTC+9 | Svezia                       | 3 – 1 (1-0; 0-1; 2-0) referto | Finlandia | Centro hockey di Kwandong (3.861 spett.)\| Arbitri: \| Oliver Gouin Antonín Jeřábek \| |
| Arbitri:                                    | Oliver Gouin Antonín Jeřábek |                               |           |                                                                                        |

## Fase a eliminazione diretta

### Classifica
| Rank | Nazionale                    | Gruppo | Pos. | G | Pt | DR  | GF | IIHF Rank |
| ---- | ---------------------------- | ------ | ---- | - | -- | --- | -- | --------- |
| 1D   | Svezia                       | C      | 1    | 3 | 9  | +7  | 8  | 3         |
| 2D   | Rep. Ceca                    | A      | 1    | 3 | 8  | +5  | 9  | 6         |
| 3D   | Atleti Olimpici dalla Russia | B      | 1    | 3 | 6  | +9  | 14 | 2         |
| 4D   | Canada                       | A      | 2    | 3 | 7  | +7  | 11 | 1         |
| 5D   | Finlandia                    | C      | 2    | 3 | 6  | +5  | 11 | 4         |
| 6D   | Slovenia                     | B      | 2    | 3 | 4  | −4  | 8  | 15        |
| 7D   | Stati Uniti                  | B      | 3    | 3 | 4  | −4  | 4  | 5         |
| 8D   | Svizzera                     | A      | 3    | 3 | 3  | +1  | 10 | 7         |
| 9D   | Germania                     | C      | 3    | 3 | 2  | −3  | 4  | 8         |
| 10D  | Slovacchia                   | B      | 4    | 3 | 4  | −1  | 6  | 11        |
| 11D  | Norvegia                     | C      | 4    | 3 | 1  | −9  | 2  | 9         |
| 12D  | Corea del Sud                | A      | 4    | 3 | 0  | −13 | 1  | 21        |

### Tabellone
|  | Playoff       | Playoff     |                 |                 | Quarti di finale | Quarti di finale |             |                 | Semifinali      | Semifinali |  |  | Finale | Finale |
|  |               |             |                 |                 |                  |                  |             |                 |                 |            |  |  |        |        |
|  |               |             |                 |                 | 21 febbraio      |                  |             |                 |                 |            |  |  |        |        |
|  | 20 febbraio   |             |                 |                 |                  |                  |             |                 |                 |            |  |  |        |        |
|  | Svezia        | 3           |                 |                 |                  |                  |             |                 |                 |            |  |  |        |        |
|  | Svezia        | 3           | Svizzera        | 1               | 23 febbraio      | 23 febbraio      |             |                 |                 |            |  |  |        |        |
|  |               | Germania    | Svizzera        | 1               | 23 febbraio      | 23 febbraio      | 4           |                 |                 |            |  |  |        |        |
|  | Germania      | Germania    | 2               |                 | Germania         | 4                | 4           |                 |                 |            |  |  |        |        |
|  | Germania      | 21 febbraio | 2               |                 | Germania         | 4                |             |                 |                 |            |  |  |        |        |
|  | 20 febbraio   | 20 febbraio |                 | Canada          | 3                |                  |             |                 |                 |            |  |  |        |        |
|  | 20 febbraio   | 20 febbraio | Canada          | Canada          | 3                | 1                |             |                 |                 |            |  |  |        |        |
|  | Finlandia     | 5           | Canada          |                 |                  | 1                | 25 febbraio | 25 febbraio     |                 |            |  |  |        |        |
|  | Finlandia     | 5           |                 | Finlandia       | 0                |                  | 25 febbraio | 25 febbraio     |                 |            |  |  |        |        |
|  | Corea del Sud | 2           |                 | Finlandia       | 0                | Germania         | 3           |                 |                 |            |  |  |        |        |
|  | Corea del Sud | 2           | 21 febbraio     |                 |                  | Germania         | 3           |                 |                 |            |  |  |        |        |
|  | 20 febbraio   | 20 febbraio |                 | Atl. Ol. Russia | 4                |                  |             |                 |                 |            |  |  |        |        |
|  | 20 febbraio   | 20 febbraio | Atl. Ol. Russia | Atl. Ol. Russia | 4                | 6                |             |                 |                 |            |  |  |        |        |
|  | Slovenia      | 1           | Atl. Ol. Russia | 23 febbraio     | 23 febbraio      | 6                |             |                 |                 |            |  |  |        |        |
|  | Slovenia      | 1           |                 | 23 febbraio     | 23 febbraio      | Norvegia         | 1           |                 |                 |            |  |  |        |        |
|  | Norvegia      | 2           |                 | Atl. Ol. Russia | 3                | Norvegia         | 1           | Finale 3º posto | Finale 3º posto |            |  |  |        |        |
|  | Norvegia      | 2           | 21 febbraio     | Atl. Ol. Russia | 3                |                  |             | Finale 3º posto | Finale 3º posto |            |  |  |        |        |
|  | 20 febbraio   | 20 febbraio |                 | Rep. Ceca       | 0                |                  | 24 febbraio | 24 febbraio     |                 |            |  |  |        |        |
|  | 20 febbraio   | 20 febbraio | Rep. Ceca       | Rep. Ceca       | 0                | 3                | 24 febbraio | 24 febbraio     |                 |            |  |  |        |        |
|  | Stati Uniti   | 5           | Rep. Ceca       |                 |                  | 3                | Canada      | 6               |                 |            |  |  |        |        |
|  | Stati Uniti   | 5           |                 | Stati Uniti     | 2                |                  | Canada      | 6               |                 |            |  |  |        |        |
|  | Slovacchia    | 1           |                 | Stati Uniti     | 2                | Rep. Ceca        | 4           |                 |                 |            |  |  |        |        |
|  | Slovacchia    | 1           |                 |                 |                  | Rep. Ceca        | 4           |                 |                 |            |  |  |        |        |

### Playoff
| Gangneung 20 febbraio 2018, ore 12:10 UTC+9 | Stati Uniti                  | 5 – 1 (0-0; 3-1; 2-0) referto | Slovacchia | Centro hockey di Gangneung (6.391 spett.)\| Arbitri: \| Aleksi Rantala Anssi Salonen \| |
| Arbitri:                                    | Aleksi Rantala Anssi Salonen |                               |            |                                                                                         |

| Gangneung 20 febbraio 2018, ore 16:40 UTC+9 | Slovenia                      | 1 – 2 (1-0; 0-0; 0-1; 0-1) referto | Norvegia | Centro hockey di Gangneung (6.312 spett.)\| Arbitri: \| Daniel Stricker Tobias Wehrli \| |
| Arbitri:                                    | Daniel Stricker Tobias Wehrli |                                    |          |                                                                                          |

| Gangneung 20 febbraio 2018, ore 21:10 UTC+9 | Finlandia                  | 5 – 2 (1-0; 2-2; 2-0) referto | Corea del Sud | Centro hockey di Gangneung (5.409 spett.)\| Arbitri: \| Roman Gofman Timothy Mayer \| |
| Arbitri:                                    | Roman Gofman Timothy Mayer |                               |               |                                                                                       |

| Gangneung 20 febbraio 2018, ore 21:10 UTC+9 | Svizzera                | 1 – 2 (0-1; 1-0; 0-0; 0-1) referto | Germania | Centro hockey di Kwandong (2.878 spett.)\| Arbitri: \| Jan Hribik Linus Ohlund \| |
| Arbitri:                                    | Jan Hribik Linus Ohlund |                                    |          |                                                                                   |

### Quarti di finale
| Gangneung 21 febbraio 2018, ore 12:10 UTC+9 | Rep. Ceca                   | 3 – 2 (1-1; 1-1; 0-0; 0-0; 1-0) referto | Stati Uniti | Centro hockey di Gangneung (2.948 spett.)\| Arbitri: \| Olivier Goulin Linus Ohlund \| |
| Arbitri:                                    | Olivier Goulin Linus Ohlund |                                         |             |                                                                                        |

| Gangneung 21 febbraio 2018, ore 16:40 UTC+9 | Atleti Olimpici dalla Russia | 6 – 1 (3-0; 2-1; 1-0) referto | Norvegia | Centro hockey di Gangneung (3.553 spett.)\| Arbitri: \| Jan Hribik Timothy Mayer \| |
| Arbitri:                                    | Jan Hribik Timothy Mayer     |                               |          |                                                                                     |

| Gangneung 21 febbraio 2018, ore 21:10 UTC+9 | Canada                            | 1 – 0 (0-0; 0-0; 1-0) referto | Finlandia | Centro hockey di Gangneung (2.265 spett.)\| Arbitri: \| Antonin Jerabek Konstantin Olenin \| |
| Arbitri:                                    | Antonin Jerabek Konstantin Olenin |                               |           |                                                                                              |

| Gangneung 21 febbraio 2018, ore 21:10 UTC+9 | Svezia                      | 3 – 4 (0-2; 0-0; 3-1; 0-1) referto | Germania | Centro hockey di Kwandong (2.092 spett.)\| Arbitri: \| Mark Lemenin Aleksi Rantala \| |
| Arbitri:                                    | Mark Lemenin Aleksi Rantala |                                    |          |                                                                                       |

### Semifinali
| Gangneung 23 febbraio 2018, ore 16:40 UTC+9 | Rep. Ceca                  | 0 – 3 (0-0; 0-2; 0-1) referto | Atleti Olimpici dalla Russia | Centro hockey di Gangneung (4.330 spett.)\| Arbitri: \| Brett Iverson Mark Lemenin \| |
| Arbitri:                                    | Brett Iverson Mark Lemenin |                               |                              |                                                                                       |

| Gangneung 23 febbraio 2018, ore 21:10 UTC+9 | Canada                    | 3 – 4 (0-1; 1-3; 2-0) referto | Germania | Centro hockey di Gangneung (4.057 spett.)\| Arbitri: \| Jozef Kubus Timothy Mayer \| |
| Arbitri:                                    | Jozef Kubus Timothy Mayer |                               |          |                                                                                      |

### Finale 3º posto
| Gangneung 24 febbraio 2018, ore 21:10 UTC+9 | Canada                          | 6 – 4 (1-3; 0-0; 3-3) referto | Rep. Ceca | Centro hockey di Gangneung (4807 spett.)\| Arbitri: \| Timothy Mayer Konstantin Olenin \| |
| Arbitri:                                    | Timothy Mayer Konstantin Olenin |                               |           |                                                                                           |

### Finale
| Gangneung 25 febbraio 2018, ore 13:10 UTC+9 | Atleti Olimpici dalla Russia | 4 – 3 (1-0; 0-1; 2-2; 1-0) referto | Germania | Centro hockey di Gangneung (5075 spett.)\| Arbitri: \| Mark Lemenin Aleksi Rantala \| |
| Arbitri:                                    | Mark Lemenin Aleksi Rantala  |                                    |          |                                                                                       |

## Classifica finale
| Pos | Squadra                      |
| --- | ---------------------------- |
|     | Atleti Olimpici dalla Russia |
|     | Germania                     |
|     | Canada                       |
| 4   | Rep. Ceca                    |
| 5   | Svezia                       |
| 6   | Finlandia                    |
| 7   | Stati Uniti                  |
| 8   | Norvegia                     |
| 9   | Slovenia                     |
| 10  | Svizzera                     |
| 11  | Slovacchia                   |
| 12  | Corea del Sud                |